# 葦稲葉神社
葦稲葉神社（あしいなばじんじゃ）は、徳島県板野郡上板町に鎮座する神社である。

## 祭神
葦稲葉神（倉稲魂命）を主祭神に鹿江比売命（草野姫命）を合祀する。

## 歴史
本殿が2棟並び立つが、西側（向かって左）が葦稲葉神社（東側は摂社殿宮神社）。
創祀年代不詳であるが古くから祀られており、国史に承和9年（842年）に無位から従五位下に叙位され、その後従五位上に昇り、貞観9年（867年）に従五位上から正五位上へ、同16年に従四位下、元慶3年（879年）に従四位上へと昇叙された事が見える国史見在社である。
また合祀されている鹿江比売命は『延喜式神名帳』阿波国板野郡の小社「鹿江比売神社」に比定される式内社論社で、合祀された時代も事情も一切不明であるが、当地には低いながらも山容の美しい大山が聳え、鎮座地はその南麓扇状地のほぼ中央に位置するため、この大山を神として崇めるとともに山麓に広がる水田の守護神として両者ともに祀られたものと推測される。
社伝によれば、往古は大山中腹の字大山畑の葦野原に鎮座し、水害により字宮ヶ谷へ遷り、更にその後放火に遭ったために南麓の現社地へと遷されたものであるというが、現社地近隣からも大正4年（1915年）に銅鐸が出土しており、現社地一帯も早く弥生時代に大規模な集落が開けていたと見られ、また大山山麓には古墳も多数分布する事から、弥生時代以降の開発の進展があった事が窺える。明治時代の社格は村社。

## 摂末社
- 殿宮神社 - 素盞嗚尊を祀り、本社本殿の東隣に同規模の社殿を構えて鎮座する摂社。当神社の別称である「殿宮」はこれを指す。

その他、末社として付近に新宮神社、剣山神社、山神社などがある。